# Klára Rothschild
Klára Rotschild (* 22. Februar 1903 in Budapest; † 13. November 1976 ebenda) war eine  ungarische Modedesignerin. Von 1934 bis 1949 war sie die Eigentümerin des Modesalons G. Rotschild Klára am Deák-Platz 3. Ab 1956 war sie die künstlerische Leiterin des staatlichen „Modesalons der Damenspezialitäten“ (ung. = Különlegességi Női Ruhaszalon).

## Leben
Klára Rotschild wurde am 22. Februar 1903 als dritte Tochter des jüdischen Schneiders Ábrahám Rotschild und der ebenfalls jüdischen Schneiderin Regina Spirerauf geboren. Zu der Zeit führten die Eltern einen Modesalon in der Koronaherceg-Straße (heute Petőfi-Sándor-Straße). Klára Rothschild wuchs mit ihren Schwestern Erzsébet, Róza und Margit in der Schneiderei auf. Mit der Zeit übernahm sie immer mehr Aufgaben des Familiengeschäfts.
In den 1930er Jahren gingen die Händler, Agenten und Saloneigentümer nach Paris, um das Angebot der französischen Modehäuser zu studieren und um deren Modelle als Skizzen oder in Originalformen für ihre Kundschaft nach deren Geschmack entsprechend zu kopieren. Als Erwachsene begleitete sie ihren Vater und ihre Stiefmutter nach Paris. Seit ihrer Kindheit war sie mit dem Modebetrieb vertraut gemacht worden. Als ihre Eltern sich 1916 scheiden ließen, führte ihre Mutter ein eigenes, sich an die Mittelklasse wendendes, Geschäft in der Váci-Straße 69, während ihr Vater, nachdem er seine beste Mitarbeiterin, die Schneiderin Paula, geheiratet hatte, weiterhin die Aristokratie bediente. Obwohl die junge Klára Rotschild insgesamt nur 6 Klassen absolviert hatte, arbeitete sie als Direktrice im Geschäft ihres Vaters. Sie empfing die Kunden und machte die Buchhaltung.
Als sie den wohlhabenden Kunden Pál Károly Somogyi aufsuchte, um ihn zu bitten, die Wechsel auszuzahlen, die er für die Kleider seiner Geliebten ausstellte, beleidigte dieser sie und warf sie aus seiner Wohnung. Klára Rothschild wurde durch den Vorfall sowohl körperlich als auch seelisch stark verletzt. Sie versuchte, sich das Leben mit einer großen Dosis Schlafmittel zu nehmen, wurde in ein Sanatorium eingewiesen und erhielt eine wochenlange psychiatrische Behandlung. Nach ihrer Erholung reichte sie eine Schadenersatzklage ein, über die in der Presse berichtet wurde. 1931 heiratete sie den Reiseagenten Pál Glücksthal, der mit Stoffen handelte. Der Eklat, mit der durch die Klage erhaltene Geldsumme half ihr, unter ihrem Namen einen eigenen Betrieb auf dem Halbstock des Deák-Platz 3. zu eröffnen. Das Geschäft wurde durch seine Qualität bekannt und erfolgreich, begünstigt durch den Nachruhm des Skandals. Es übertraf jedoch nicht wesentlich die Umsätze des väterlichen Unternehmens.

## Klára Rotschild in der Mode

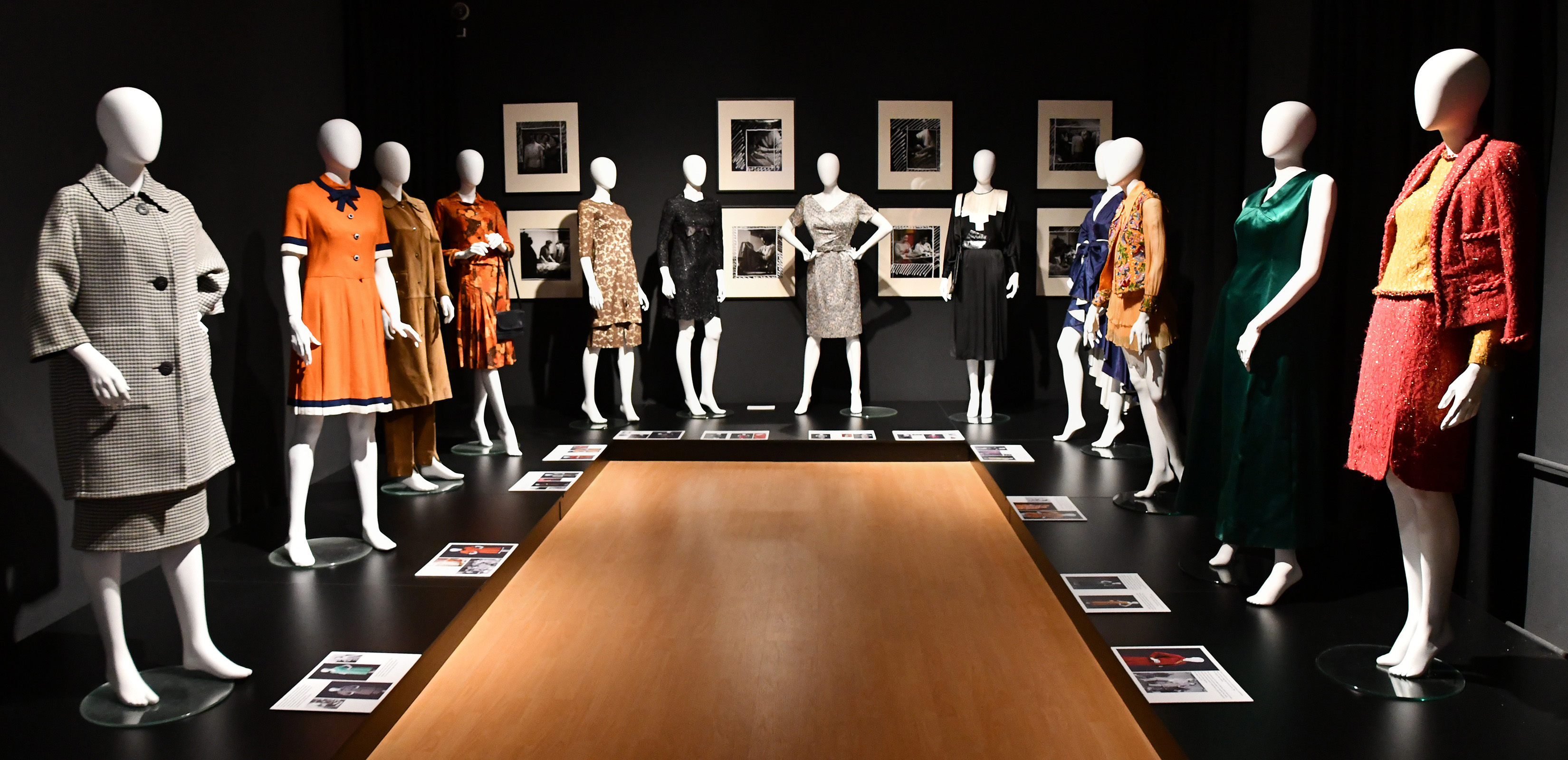
Ausstellung Klára Rotschild, Modekönigin hinter dem Eisernen Vorhang im Szegediner Schwarzen Haus, 2021

Das „Gesicht“ von Rothschilds Geschäft war die Ehefrau des Aristokraten Leopold von Edelsheim-Gyulai. Sie war nicht nur eine Protagonistin des gesellschaftlichen Lebens, sondern hatte auch vier unverheiratete Töchter, die alle in Kleidern von Rothschild heirateten. Die luxuriösen Hochzeiten brachten wohlhabende Verwandte in ihr Geschäft und der Salon wurde immer bekannter. Die herausragendste der Trauungen aus der Horthy-Ära war die Ehe von Ilona Edelsheim-Gyulai und István Horthy, bei der Klára Rotschild das von ihr entworfene Brautkleid selbst anpasste.
Nach den 1930er Jahren hatte der Salon prominente Kundinnen, unter anderen die Frau des französischen Juweliers Louis Joseph Cartier, Gräfin Jacqueline Almássy und die Mutter des ägyptischen Königs, Nazli, beziehungsweise deren Töchter. Als der italienische König nach Budapest kam, erwarb er im Salon am Deák-Platz für seinen weiblichen Hofstaat viele Ballkleider.
Klára Rotschild fuhr mit dem Geschäftsmodell fort, mit dem sie in den 1930ern den Höhepunkt erreicht hatte. Sie reiste nach Paris, beobachtete sorgfältig die Modelle der französischen Häuser, adaptierte beziehungsweise kopierte sie für ihre eigene Kollektion. Obwohl sie auch eigene Modelle entwickelte, warf man ihr nach dem Krieg oft vor, sie habe die französische Mode nur kopiert, was jedoch nur die übliche, nicht nur Budapester Schneiderpraktik fortsetzte.

## Während des Zweiten Weltkriegs
Dank ihrer Beziehungen musste sie ihren Salon während der Zeit der Arisierung und Judenverfolgung nicht aufgeben. Klára Rotschild besuchte mehrmals das Büro des schwedischen Diplomaten Raoul Wallenberg, wo sie für ihre Familie und andere Bekannten Schutzpässe erhielt. Außerdem wurde ihr Wohnhaus in der Benczúr-Straße durch diese Beziehung als „Gelbgestirntes Haus“ markiert. Sie selbst konvertierte zum reformierten Glauben, ihren Mann konnte sie vor dem Holocaust nicht retten. Ihre Mutter starb 1930 an Krebs, ihre drei Schwestern und ihr Vater überlebten den Holocaust.
Der allgemeinen Verstaatlichung der Unternehmen nach dem Krieg fiel auch Schneideratelier zum Opfer. Sie verdiente sich ihren Unterhalt jetzt als Versicherungsagentin. Der Innenhandelsminister József Bognár half ihr, ihr Geschäft wieder zu eröffnen. Nach der kommunistischen Wende war sie die einzige Maßschneiderin, die ihre ehemals führende Position zurückgewinnen konnte. Sie leitete das erste staatliche Haute-Couture-Atelier in der Váci-Straße. Dieser Betrieb war bis zum Ende der Kádár-Ära das Luxusgeschäft der politischen und künstlerischen Elite.

## In den Jahren des Sozialismus
Mit staatlichem Geld reiste sie zweimal im Jahr nach Paris für Inspirationen. 1956 hatte sie ihre erste Berichterstattung in der Zeitschrift Ez a divat (deutsch = Das ist die Mode). In diesem Jahr wurde unter ihrer Leitung der Damenmodesalon eröffnet. In dem ersten Schönheitswettbewerb der Kádár-Ära war sie die Jurypräsidentin, auf der 58. Weltausstellung durfte sie ihre Kollektion vorstellen. Der Salon hatte Stammkundinnen aus der Nomenklatura des Landes. Das Modeimperium Rotschild hatte keine Konkurrenz in der Planwirtschaft des Kádár-Regimes. Der Luxussalon war ein Vorzeigeunternehmen Ungarns, der das Image des Landes aufwertete. Die beiden Modeschauen pro Jahr fanden meistens im Restaurant Gundel statt, aber auch im Hotel Royal, Café Gerbeaud und im Hotel Intercontinental.

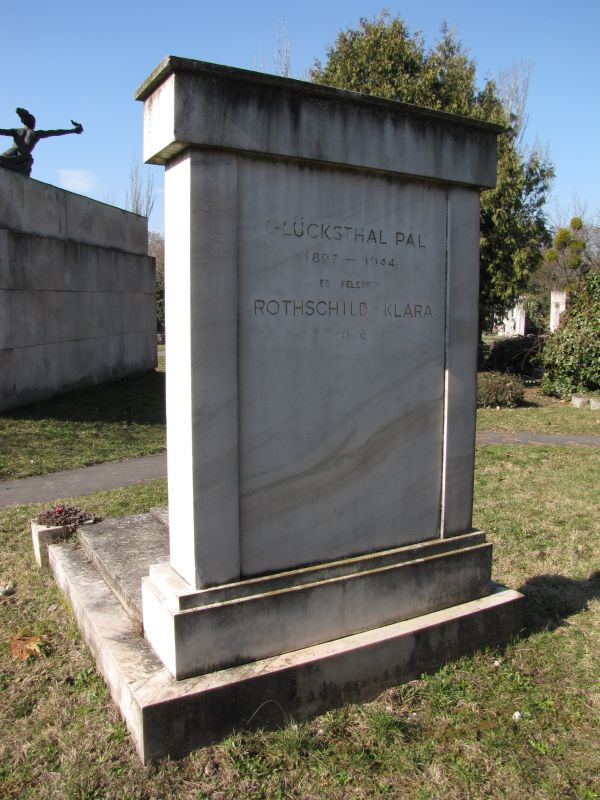
Klára Rothschilds Grab auf dem Friedhof an der Fiumer Straße

Im September 1976 veranstaltete sie eine Modenschau im Restaurant Gundel, hatte zu dem Zeitpunkt starke Schmerzen wegen einer missglückten Zahntransplantation. Am 13. November 1976 nahm sie sich durch einen Sprung aus dem Küchenfenster ihrer Wohnung im 7. Stock das Leben.

## Reminiszenzen
- Nach Klára Rotschild wurde eine Modeschule benannt, die Klári Rotschild Kleidentwerfer Privatschule. Es ist eine kleine, aber traditionsreiche Schule, sie wird als die Schule der ungarischen Haute Couture betrachtet.
- Im Gólem Színház wurde am 28. Januar 2021 das Stück Salonklári von Virág Németh aufgeführt, welches das Leben von Klári Rotschild  zum Thema hat.

- Das Ungarische Nationalmuseum eröffnete am 16. November 2019 die Ausstellung Klára Rotschild - Modekönigin hinter dem Eisernen Vorhang. Die Kuratorin der Ausstellung Ildikó Simonovics veröffentlichte ihre jahrelangen Forschungsergebnisse in dem Buch Rotschild Klára - A vörös divatdiktátor (deutsch Klára Rotschild - Die rote Modediktatorin). In der Ausstellung wurden unter anderem persönliche Gegenstände, Fotos und Filme, sowie  Kleider aus dem Salon ausgestellt.

## Weite Informationen in ungarischer Sprache
- Sírja a Kerepesi temetőben
- Magyar életrajzi lexikon III: Kiegészítő kötet (A–Z). Főszerk. Kenyeres Ágnes. Budapest: Akadémiai. 1981. ISBN 963-05-2500-3
- Új magyar életrajzi lexikon V. (P–S). Főszerk. Markó László. Budapest: Magyar Könyvklub. 2004. ISBN 963-547-414-8
- Juhász Anna megnyitóbeszéde a Rotschild Klára – Divatkirálynő a vasfüggöny mögött című kiállítás megnyitóján 2019. november 16-án.
- Amikor a luxus belülről bomlasztotta a rendszert. HVG, 26. November 2019.
- Clara. Rotschild Klára. Divatkirálynő a vasfüggöny mögött / Fashion queen behind the iron curtain. Időszaki kiállítás a Magyar Nemzeti Múzeumban, 2019. november 16–2020. május 3.; kurátor Simonovics Ildikó; MNM, Bp., 2020